# Prasophyllum frenchii
Prasophyllum frenchii är en orkidéart som beskrevs av Ferdinand von Mueller. Prasophyllum frenchii ingår i släktet Prasophyllum och familjen orkidéer. Inga underarter finns listade i Catalogue of Life.